# Pantepec (kommun i Mexiko, Puebla)
Pantepec är en kommun i Mexiko.   Den ligger i delstaten Puebla, i den sydöstra delen av landet, 180 km nordost om huvudstaden Mexico City. Arean är 222 kvadratkilometer.
Terrängen i Pantepec är kuperad åt sydväst, men åt nordost är den platt.
Följande samhällen finns i Pantepec:
- Ameluca
- El Pozo
- Agua Linda
- Nuevo Carrizal
- Ixtololoya
- Ejido Cañada Colotla
- Ejido Carrizal Viejo
- Ignacio Zaragoza
- Acalmancillo
- El Terrero
- Tejería
- Las Palmas
- El Pacífico
- Santa Cruz
- San Antonio
- Cebadillas
- Cayhuapan
- El Limonar
- Tenexco
- Ejido Cerro del Tablón
- Guadalupe
- Buena Vista
- El Zapote
- La Unión
- Candelaria
- Loma Bonita